# أولغا سترينغفيلو
أولغا سترينغفيلو (بالإنجليزية: Olga Stringfellow)‏ (1923، دنيدن في نيوزيلندا)؛ روائية نيوزيلندية.